# Diskursive Ungerechtigkeit
Diskursive Ungerechtigkeit bezeichnet Ungerechtigkeit, die sich auf Diskurse und Menschen als Diskursteilnehmende bezieht.

## Definition
Menschen sind Opfer diskursiver Ungerechtigkeit, wenn es ihnen als Mitgliedern sozial benachteiligter Gruppen systematisch unmöglich ist, in bestimmten Diskurskontexten Sprechakte auszuführen oder zu kommunizieren, zu deren Ausführung sie eigentlich berechtigt sind.
Quill Kukla (schreibend als Rebecca Kukla) grenzt Fälle diskursiver Ungerechtigkeit explizit von Fällen ab, in denen es Menschen zwar ebenso unmöglich ist, bestimmte Sprechakte auszuführen, diese Unmöglichkeit aber nicht mit der Aufrechterhaltung oder Verstärkung systemischer Nachteile oder einem tiefergehenden Verlust von Agency einhergeht. Ein Schauspieler, der durch den Ausruf „Wirklich, es brennt!“ versucht, das Publikum vor einem Feuer im Theater zu warnen, vom Publikum aber nur als Darsteller, der den Satz in seiner Rolle ruft, wahrgenommen wird, ist nicht in der Lage, den Sprechakt der Warnung zu vollziehen. Sein Unvermögen, eine Warnung zu äußern, ist jedoch lokal und klar begrenzt. Seine diskursive Agency ist nicht auf tiefergehende Weise untergraben. Der Schauspieler ist dementsprechend kein Opfer diskursiver Ungerechtigkeit.
Testimoniale Ungerechtigkeit, eine Form epistemischer Ungerechtigkeit, fällt nach Kukla unter das Phänomen der diskursiven Ungerechtigkeit.

## Geschichte des Konzepts
Die Mechanismen diskursiver Ungerechtigkeit wurden in der philosophischen Literatur untersucht, bevor der Begriff der diskursiven Ungerechtigkeit geprägt wurde. In ihrem 1987 veröffentlichten Feminism Unmodified argumentiert Catherine MacKinnon, dass Pornografie ein Akt der Subordination ist: Pornografie unterwerfe Frauen, indem sie sie zum Verstummen bringe („the ‘silencing argument‘ against pornography“). Rae Langton greift MacKinnons Überlegung auf und verbindet sie mit J.L. Austins Sprechakttheorie: Pornografie vollziehe den illokutionären Akt des silencing. Indem pornografische Materialien Vergewaltigungsmythen wie die Vorstellung, eine Frau meine eigentlich „ja“, wenn sie „nein“ sage, verbreiten, können sie einen Diskurskontext schaffen, der es Frauen unmöglich macht, den illokutionären Akt der Ablehnung zu vollziehen. Das unter anderen Umständen als Ablehnung verstandene „Nein!“ einer Frau wird von Männern, die den erwähnten Vergewaltigungsmythos als wahr internalisiert haben, nicht als Ablehnung aufgenommen. Frauen erleben hier diskursive Ungerechtigkeit, da es ihnen aufgrund ihres Geschlechts nicht möglich ist, einen bestimmten Sprechakt auszuführen. Aufbauend auf MacKinnons und Langtons Konzept des Silencing entstehen unter Bezeichnungen wie „illocutionary disablement und silencing“, „illocutionary distortion“ und „illocutionary frustration“ weitere Konzeptionen diskursiver Ungerechtigkeit. Der Begriff „diskursive Ungerechtigkeit“ selbst wird von Kukla, Kukla und Lance, und Bianchi verwendet. Grundlage des Verständnisses diskursiver Ungerechtigkeit bleibt, in Fortführung von Langtons Speech Acts and Unspeakable Acts, weitgehend Austins Sprechakttheorie.
Insofern testimoniale Ungerechtigkeit als Subform diskursiver Ungerechtigkeit verstanden werden kann, reicht das Konzept – wenn auch nicht unter diesem Begriff – geschichtlich noch weiter zurück.

## Mechanismen
Es existieren verschiedene Ansätze, die zu erklären beanspruchen, auf welche Weise Sprechakte im Kontext diskursiver Ungerechtigkeit scheitern. Die Ansätze unterscheiden sich hinsichtlich ihres Verständnisses, inwieweit Art und Erfolg eines Sprechaktes durch die zuhörende Person festgelegt sind („Uptake-Theorien“).

### Ratifikationstheorie
Die sprechende Person bestimmt die Art des illokutionären Aktes durch ihre Intention, einen bestimmten illokutionären Akt zu vollziehen. Wenn eine Person intendiert, ihrem Gegenüber durch ihre Äußerung eine Anweisung zu erteilen, ist die Art des Sprechaktes eine Anweisung. Die zuhörende Person entscheidet ausschließlich über den Erfolg dieses in der Art schon festgelegten Sprechaktes. Die zuhörende Person ratifiziert den intendierten Sprechakt (macht ihn wirksam), indem sie ihn erkennt. Eine Person hat ihrem Gegenüber eine Anweisung erteilt, wenn es ihre Intention, ihm eine Anweisung zu erteilen, erkannt hat. Menschen, die Opfer diskursiver Ungerechtigkeit sind, erleben, dass bestimmte ihrer illokutionären Intentionen aufgrund ihrer Zugehörigkeit zu sozial benachteiligten Gruppen systematisch nicht erkannt werden. Aufgrund des Geschlechts und der ethnischen Zugehörigkeit einer sprechenden Person, erkennt die adressierte Person beispielsweise nicht, dass ihr eine Anweisung erteilen wurde. Der intendierte illokutionäre Akt scheitert, die sprechende Person hat keine Anweisung erteilt. Hätte eine bezüglich dieser Aspekte nicht marginalisierte Person jedoch dieselbe Aussage getätigt, hätte ihr Gegenüber diese als Anweisung aufgenommen.

### Konstitutionstheorie
Die Wirkung, die die Äußerung einer Person auf den sozialen Raum hat, bestimmt, welchen Sprechakt die Person mit ihr vollzogen hat. Wenn die Äußerung einer Person als Anweisung aufgefasst wird, handelt es sich bei dieser Äußerung um eine Anweisung. Die Aufnahme einer Äußerung als ein bestimmter Sprechakt ist konstitutiv für die Art und den Erfolg des Sprechakts. Menschen, die Opfer diskursiver Ungerechtigkeit sind, erleben, dass manche ihre Äußerungen im sozialen Raum aufgrund ihrer Zugehörigkeit zu sozial benachteiligten Gruppen auf illokutionärer Ebene auf verzerrte Weise wirken. Kukla gibt ein Beispiel bezogen auf Geschlecht: Celia ist einer Abteilungsleiterin, die in einem extrem männerdominierten Umfeld arbeitet und gegenüber ihren männlichen Kollegen weisungsbefugt ist. Celia will ihren Kollegen Anweisungen erteilen, diese nehmen sie jedoch als Bitten auf und machen sie damit zu Bitten. Celias Sprechakte erhalten eine verzerrte Aufnahme: Sie tätigt Aussagen, die nach diskursiven und sozialen Konventionen als Anweisung aufgenommen werden müssten, ausschließlich aufgrund ihres Geschlechts jedoch als eine andere Art von Sprechakt, als Bitten, aufgegriffen werden.

### Alternative Theorien
Die Ratifikationstheorie und die Konstitutionstheorie stellen nach Lucy McDonald die theoretisch bedeutendsten Uptake-Theorien dar. Eine alternative Theorie findet sich bei Robert Arundale. Arundale vertritt eine interaktionistische Theorie, bei der zwei Diskursteilnehmende interaktiv zu ihren individuellen, aber miteinander verbundenen Verständnissen eines Sprechakts gelangen. Claudia Bianchi entwickelt ein schwach-intentionalistische Theorie, der zufolge ein Sprechakt als vollzogen gilt, wenn die sprechende Person ihre illokutionären Intentionen explizit, öffentlich und bezeugbar gemacht, d. h. ihr Publikum in eine Lage versetzt hat, in der ihre illokutionären Intentionen für eine kompetente, unvoreingenommen zuhörende Person erkennbar sind. Diskursive Ungerechtigkeit liegt nach Bianchi nicht deshalb vor, weil es einer sprechenden Person unmöglich ist, bestimmte illokutionäre Akte auszuführen, wie es die Ratifikations- und Konstitutionstheorie behaupten, sondern weil Sprechende bestimmte Sprechakte vollziehen, indem sie ihre illokutionären Intentionen explizit, öffentlich und bezeugbar machen und diese dennoch nicht angemessen aufgenommen werden. Das Problem diskursiver Ungerechtigkeit liegt nicht auf illokutionärer, sondern auf kommunikativer Ebene.